# Шхаде, Салах
Салах Мустафа Шхаде (Шехаде, Шехада; араб. صلاح شحادة‎; 24 февраля 1954 или 1953, Бейт-Ханун, Египет — 22 июля 2002, Газа) — палестинский исламский проповедник и политик, руководитель бригад «Изз ад-Дин аль-Кассам» — боевого крыла организации «ХАМАС». Играл центральную роль в основании «Хамаса», подготовке террористических актов против граждан Израиля. Долгое время содержался в заключении в Израиле, освобождён в 2000 году, почти сразу же став одним из лидеров Интифады Аль-Аксы. Убит в 2002 году бомбовым ударом, унёсшим жизни ещё 14 палестинцев.

## Биография
Салах Шхаде родился в 1953 году (по другим источникам, 24 февраля 1954 года) в Бейт-Хануне (сектор Газа, на тот момент в составе Египта) в семье палестинских беженцев. Мальчик отлично учился в школе и был принят на медицинские и инженерные факультеты турецких и советских вузов, но стеснённые обстоятельства семьи заставили его удовлетвориться учёбой в Египте. Он окончил Высшую школу социальной работы в Александрии. По окончании учёбы Шхаде нашёл работу в Эль-Арише на Синайском полуострове, близ границы с сектором Газа. В 1977 году, когда Синайский полуостров ещё находился под контролем Израиля, Шхаде заинтересовался ШАБАК — израильская Общая служба безопасности; ему было предложено сотрудничество со спецслужбой, в том числе в качестве информатора, но он отказался. Незадолго до этого, в 1976 году, Шхаде женился; в этом браке родились шесть дочерей.
После пятилетней работы в службах социальной помощи Шхаде присоединился к преподавательскому составу Исламского университета в Газе, где позже стал начальником отдела студентов. Одновременно он читал проповеди в одной из городских мечетей. В это время он познакомился и близко сошёлся с шейхом Ахмедом Ясином, с которым разделял идеи о создании на территории Палестины теократического государства. Ясин, разглядев организаторские способности Шхаде, возложил на него задачу по формированию военно-террористической структуры создаваемого им движения, в дальнейшем получившего название «Хамас».
В 1984 году Шхаде был впервые арестован ШАБАКом, развернувшим в это время первые операции против исламистов. Он провёл в заключении два года (по другим источникам, меньше, получив свободу вместе с Ясином в рамках «сделки Джибриля» в 1985 году), а после выхода из тюрьмы принял непосредственное участие в официальном создании «Хамаса» в начале Первой интифады в 1987 году. Многими в то время он рассматривался как будущий преемник Ясина на посту главы движения, а на тот момент возглавил его боевое крыло (с 1991 года известное как бригады «Изз ад-Дин аль-Кассам»). В 1988 году Шхаде был арестован вторично. Ему были предъявлены обвинения в причастности к многочисленным террористическим актам, и на этот раз суд приговорил его к десяти годам лишения свободы. Когда срок заключения истёк в сентябре 1998 года, Шхаде не освободили, а оставили под административным арестом — распространённая в израильской практике внесудебная мера пресечения активности подозреваемых в террористической деятельности.
В 2000 году, незадолго до саммита в Кэмп-Дэвиде, руководство Палестинской национальной администрации обратилось к Израилю с просьбой об освобождении Шхаде в ряду других популярных палестинских деятелей (в том числе и членов «Хамаса»), содержащихся в заключении. Палестинские власти заверили Израиль, что Шхаде — прагматичный политик в отличие от более радикального Ясина, и сослались на его опыт гуманитарной работы. Кабинет Эхуда Барака принял решение выпустить Шхаде на свободу в качестве жеста доброй воли, взяв с него письменное обещание не возвращаться к террористической деятельности. Шхаде воздерживался от политической активности в течение четырёх месяцев, но с началом Интифады Аль-Аксы возобновил участие в координации террора против израильтян.
В декабре 2000 года израильские силы разрушили дом Шхаде в Бейт-Хануне, однако его в это время там не было. Только с июля 2001 по июль 2002 года, по данным израильских спецслужб, он принимал участие в планировании и подготовке акций, в которых в общей сложности погибли 474 человека и получили ранения более 2,5 тысяч. По его инициативе и под его руководством разрабатывались новые способы нанесения ударов по Израилю — противотанковые СВУ, ракеты «Кассам» с высокой траекторией запуска, заминированные катера и автомобильные цистерны со взрывчаткой. Поскольку Шхаде безвыездно находился в Газе, израильтяне не имели возможности его арестовать, а власти ПНА, дававшие при его освобождении гарантию, что он не вернётся к террористической деятельности, не были готовы предпринимать против популярного лидера никаких шагов. В мае 2002 года израильские спецслужбы готовили операцию по захвату Шхаде, но до её реализации дело не дошло.

## Гибель и общественная реакция
К середине 2002 года в израильских силовых структурах сложилось мнение о необходимости точечной ликвидации Шхаде. Выполнение этой задачи осложнялось тем, что лидер боевого крыла «Хамас» постоянно находился в движении. В середине июля для нанесения бомбового удара по месту его пребывания были подняты в воздух самолёты, но затем они были отозваны, поскольку ШАБАК получил информацию о том, что рядом с Шхаде находится кто-то из членов его семьи. То же самое повторилось следующей ночью. Перед этим операция была отложена из-за пятницы — святого дня для мусульман. Однако менее чем через неделю, в ночь с 22 на 23 июля, решение о ликвидации было принято несмотря на то, что рядом со Шхаде находилась его жена, а местонахождение дочери не было точно определено.
Взрывом бомбы с боезарядом весом в тонну были полностью разрушены дом, где находился Шхаде, и соседнее с ним здание. Ряд других домов получил серьёзные повреждения. Были убиты не только лидер «Хамаса» и его помощник Захар Салах абу Хуссейн, но и ещё 13 человек, включая жену и дочь Шхаде (ещё один палестинец умер от полученных ран позже). В числе погибших были восемь детей разного возраста. Около 150 человек получили ранения. Несмотря на жертвы среди мирного населения, премьер-министр Израиля Ариэль Шарон поначалу назвал ликвидацию Шхаде большим успехом израильской армии и спецслужб. Командующий ВВС Израиля Дан Халуц в газетном интервью полностью оправдал своих подчинённых, осуществлявших ликвидацию, хотя и выразил сожаление по поводу гибели непричастных к террору людей. Однако как в самом Израиле, так и за рубежом большое количество жертв среди мирного населения вызвало общественную критику. Среди протестовавших были резервисты ЦАХАЛа, в том числе боевые пилоты и служащие Спецназа Генерального штаба; письмо с протестом против точечных ликвидаций подписали среди прочих бригадный генерал ВВС в отставке Ифтах Спектор (на счету которого 12 побед в воздушных боях против сверхзвуковых самолётов противника) и подполковник Йоэль Петерберг — пилот-вертолётчик, герой операции по эвакуации наземных сил в Ливане. Министр иностранных дел Израиля Шимон Перес также публично признал, что «были допущены ошибки», и выразил сожаление в связи с гибелью невинных взрослых и детей.
Международное осуждение было связано не только с жертвами среди гражданских лиц, но и с выбором времени ликвидации: высказывалось мнение, что израильская атака помешала заключению соглашения о прекращении огня, к которому к этому моменту якобы склонялся «Хамас» (об этом в частности заявлял Мохаммед Дахлан, глава палестинской службы безопасности). Израиль даже обвиняли в том, что ликвидация была направлена на срыв мирных переговоров, но пресс-секретарь МИД заявил, что решение о ней было принято за полгода до этого и что «Хамас» в любом случае отвергает идею мира с Израилем.
Израильский суд впоследствии признал тактику точечных ликвидаций (в том числе ликвидацию Шхаде) легитимной, однако в других странах предпринимались попытки привлечь руководителей израильских спецслужб и армии к суду за бомбардировку 22 июля. Так, в 2009 году было открыто дело в Испании, истцом в котором выступил Палестинский центр по правам человека, а предполагаемыми ответчиками — бывший министр обороны Израиля Биньямин Бен-Элиэзер, Дан Халуц, бывший руководитель ШАБАКа Ави Дихтер и ряд высокопоставленных офицеров ЦАХАЛа. Иск принял к рассмотрению судья Фернандо Андреу, но в июне того же года дело было закрыто решением Национальной судебной палаты Испании.